# Ботеак, Эрик
Эри́к Ботеа́к (фр. Eric Bauthéac; 24 августа 1987, Баньоль-сюр-Сез, Франция) — французский футболист, полузащитник клуба «Неа Саламина».

## Биография
Эрик Ботеак — воспитанник клуба «Сент-Этьен». Летом 2007 года перешёл в клуб лиги Насьональ «Канн». Впервые за «Канн» сыграл в сезоне 2007/08. Первый гол за команду забил 16 августа 2008 года в ворота «Бове».
Всего за «Канн» Ботеак провёл 3 сезона, сыграл в лиге Насьональ 77 матчей и забил 15 голов.
В июле 2010 года Эрик Ботеак стал игроком «Дижона» и 30 июля в матче первого раунда кубка лиги против «Амьена» впервые сыграл за новую команду и забил первый гол в карьере за профессиональный клуб.
В матче с «Анже», сыгранном 6 августа 2010 года, нападающий дебютировал в Лиге 2.
На 69-й минуте прошедшего 27 августа 2010 года матча против клуба «Ним Олимпик» Ботеак забил первый гол за «Дижон», благодаря которому его команда добилась победы..
По итогам сезона «Дижон» пробился в Лигу 1.
Летом 2012 года Ботеак перешёл в «Ниццу». Впервые сыграл за команду 11 августа 2012 года в матче 1-го тура чемпионата против «Аяччо»..
Первый гол за «Ниццу» форвард забил в матче с «Лиллем» 25 августа 2012 года.
Рекордсмен "КШ Cup" по числу забитых мячей.

## Статистика
| Клуб               | Сезон   | Национальный чемпионат | Национальный чемпионат | Национальный чемпионат | Национальные кубки | Национальные кубки | Континентальные кубки | Континентальные кубки | Всего | Всего |
| Клуб               | Сезон   | Лига                   | Игры                   | Голы                   | Игры               | Голы               | Игры                  | Голы                  | Игры  | Голы  |
| ------------------ | ------- | ---------------------- | ---------------------- | ---------------------- | ------------------ | ------------------ | --------------------- | --------------------- | ----- | ----- |
| Канн               | 2007/08 | Насьональ              | 15                     | 0                      | 0                  | 0                  | 0                     | 0                     | 15    | 0     |
| Канн               | 2008/09 | Насьональ              | 32                     | 10                     | 4                  | 0                  | 0                     | 0                     | 36    | 10    |
| Канн               | 2009/10 | Насьональ              | 30                     | 5                      | 4                  | 2                  | 0                     | 0                     | 34    | 7     |
| Всего за «Канн»    |         |                        | 77                     | 15                     | 8                  | 2                  | 0                     | 0                     | 85    | 17    |
| Дижон              | 2010/11 | Лига 2                 | 36                     | 6                      | 3                  | 0                  | 0                     | 0                     | 39    | 6     |
| Дижон              | 2011/12 | Лига 1                 | 34                     | 3                      | 5                  | 3                  | 0                     | 0                     | 39    | 6     |
| Всего за «Клермон» |         |                        | 70                     | 9                      | 8                  | 3                  | 0                     | 0                     | 78    | 12    |
| Ницца              | 2012/13 | Лига 1                 | 17                     | 5                      | 2                  | 1                  | 0                     | 0                     | 19    | 6     |
| Всего за «Ниццу»   |         |                        | 17                     | 5                      | 2                  | 1                  | 0                     | 0                     | 19    | 6     |
| Всего              |         |                        | 164                    | 29                     | 18                 | 6                  | 0                     | 0                     | 182   | 35    |